# Прэахвихеа
Прэахвихеа (Пра Вихеар, Прасат Прэахвихеа, кхмер. ប្រាសាទព្រះវិហារ [pra: sa: t preəh viʔhiə], тайск. ปราสาทพระวิหาร) — храмовый комплекс Кхмерской империи, посвящён богу Шиве, объект территориального спора между Камбоджей и Таиландом. Памятник Всемирного наследия ЮНЕСКО с 7 июля 2008 года. 6 февраля 2011 года храм был повреждён во время артиллерийского обстрела армией Таиланда, возникшего при пограничном столкновении Камбоджи и Таиланда.

## История
Прэахвихеа начал строить Яшоварман I в 893 году, он возвёл храм Шивы Шикхарешвары («Бога Вершины»). Последующие короли Кхмерской империи, в том числе Сурьяварман II и его духовный наставник и советник Дивакарапандита, восстановили старые и построили новые сооружения.
В 1904 году Франция попросила короля Таиланда вернуть три оккупированные столетиями провинции Камбоджи, в том числе одну из тех провинций, в которой находится символ Камбоджи и величия Кхмерской империи — Ангкор-Ват.
В 1907 году провинции были возвращены Камбодже, входившей на тот момент в колониальные владения Франции — Французский Индокитай.
Во время Второй мировой войны Таиланд занял сторону фашистской Германии и милитаристской Японии. Правительство Японии пообещало королю Таиланда, что окажет всяческое содействие в территориальных спорах с Французским Индокитаем — это послужило началом Франко-тайской войны 1940-41 года.
Однако, всё закончилось, практически не начавшись, — колониальное правительство Французского Индокитая, ради своего же спасения, принимает сторону режима Виши, и фактически становится союзником Японии и Таиланда.
9 ноября 1953 года Королевство Камбоджа получает независимость от Франции, и многовековой территориальный конфликт получает новый виток.
В 1954 году тайская армия оккупирует территорию храма, но по постановлению Международного суда в 1959 году вынуждена была отвести свои войска к границе 1907 года. В свою очередь, тайские власти отказались произвести демаркацию границы и с решением суда не согласились.
В то время главным защитником памятников Камбоджи был Анри Маршаль, учёный с мировым именем. На его мнение в основном и опиралось решение Международного суда.
В 1975 году «красные кхмеры» во главе с Пол Потом заняли Пномпень, выбив оттуда проамериканское правительство «Кхмерской Республики». Защитники старого режима отступили к тайской границе, в том числе к Прэахвихеа. Когда красные кхмеры всё-таки взяли гору штурмом, сторонники Кхмерской Республики покинули храм и сдались властям Таиланда. Затем кхмеры выламывали фрагментами инкрустированные резьбой стены и продавали их в Таиланд, а уже из Таиланда они расходились по всему миру.
Война 1978—79 года покончила с «красными кхмерами» в Пномпене, но не в районе Прэахвихеа — вьетнамцы взять храм не смогли, и его окрестности до середины 1990-х годов контролировали партизаны «красных кхмеров».
В 1979 году правительство Криангсака Чамаманана депортирует из Таиланда тысячи кампучийских беженцев. На автобусах их привозят в Прэахвихеа, после чего насильно спускают с обрыва на кампучийской стороне. Число людей, погибших при этой «операции» (в том числе при переходе по минным полям), неизвестно.
7 июля 2008 года храмовый комплекс Прэахвихеа был признан памятником Всемирного наследия ЮНЕСКО. Данное решение привело к росту напряжённости в регионе, что вызвало вооружённые столкновения между Таиландам и Камбоджей, оспаривающие свои права на Прэахвихеа.
После этого перестрелки между сторонами произошли и в следующем году. Лишь в 2010 году при этом не было погибших.
После столкновений в феврале 2011 года, когда комплекс подвергся частичному разрушению, премьер-министр Камбоджи попросил ООН ввести в зону конфликта миротворческие войска. Очередное обострение ситуации началось в апреле 2011 года.
24 июля 2025 года армия Таиланда вновь вошла на территорию храма.

## Географическое положение
По нынешнему разделению, к храму можно подойти со стороны границ двух стран, как Таиланда, так и Камбоджи, но если со стороны Таиланда можно просто подойти к нему, то со стороны Камбоджи придётся преодолевать гору высотой более 30 м. До 2003 года со стороны Камбоджи не имелось даже тропинки.

## Архитектура
Храм имеет осевую планировку, по оси с севера на юг.
По восходящей дороге длиной 788 метров проходит пять гопур, соединённых друг с другом лестницами и аллеями для шествий (прообраз горы Меру).
Первая лестница длиной 76,8 метра, некогда охранявшаяся изваяниями львов, состоит из 162 ступенек, вырезанных в камне и ведущих к платформе шириной в 30 метров, обрамлённой нагами.
Пятая гопура, крестообразное в плане строение, ведёт ко второй дороге, длиной 267 метров, которая проходит между двумя рядами из шестидесяти пяти колонн в виде стилизованных бутонов лотосов. Дорога ведёт к лестнице, к четвёртой гопуре.
Ещё одна дорога длиной 150 метров, обрамлённая тридцатью пятью колоннами, ведёт к третьей, самой большой гопуре на территории комплекса. Её обрамляют два прямоугольных здания.  Эти здания включают галереи и удлинённые залы, за что они получили названия дворцов. Их фасады играют роль своего рода крыльев, создавая внушительный фасад протяжённостью 99 метров.